# Agrotis daguerreodes
Agrotis daguerreodes là một loài bướm đêm trong họ Noctuidae.